# Taihu, Peking
Taihu (kinesiska: 台湖, 台湖镇) är en köping i Kina. Den ligger i Tongzhou i storstadsområdet Peking, i den norra delen av landet, omkring 22 kilometer sydost om stadskärnan. Antalet invånare är 99 039. Befolkningen består av 44 483 kvinnor och 54 556 män. Barn under 15 år utgör 8,0 %, vuxna 15-64 år 86 %, och äldre över 65 år 5,0 %.